# Petinomys mindanensis
Petinomys mindanensis е вид бозайник от семейство Катерицови (Sciuridae).